# Girtab
Girtab eller Kappa Scorpii (κ Scorpii, förkortat Kappa Sco, κ  Sco), som är stjärnans Bayer-beteckning, är en dubbelstjärna i den sydöstra delen av stjärnbilden Skorpionen. Den har en skenbar magnitud på +2,41 och är synlig för blotta ögat. Baserat på parallaxmätningar i Hipparcos-uppdraget på ca 6,8 mas beräknas den befinna sig på ca 480 ljusårs (148 parsek) avstånd från solen.

## Nomenklatur
Kappa Scorpii har kallats Girtab vilket är det sumeriska ordet för "skorpion". Namnet har funnits i den babyloniska stjärnkatalogen och var ursprungligen namnat på en asterisk bestående av Kappa Scorpii, Lambda Scorpii, Ypsilon Scorpii och Jota Scorpii.

## Egenskaper
Primärstjärnan Kappa Scorpii A är en blå till vit jättestjärna av spektralklass B1.5 III och är  en stjärna som har förbrukat förrådet av väte i dess kärna och befinner sig i ett sent utvecklingsstadium. Den har en massa som är ca 17 gånger solens massa, en radie som är nästan 7 gånger större än solens och utsänder ca 6 900 gånger mera energi än solen från dess fotosfär vid en effektiv temperatur på ca 23 400 K.
Kappa Scorpii är en pulserande variabel av Beta Cephei-typ. Den varierar mellan skenbar magnitud 2,41 och 2,42 med en period av 0,1998303 dygn eller 4,79593 timmar.
Kappa Scorpii är en spektroskopisk dubbelstjärna där de två stjärnorna är så nära varandra att de inte har kunnat upplösas individuellt med ett teleskop. Paret kretsar kring varandra med en period på ca 196 dygn och en excentricitet på nästan 0,5. Följeslagaren Kappa Scorpii B, är mindre än primärstjärnan men fortfarande mycket större än solen. Den har ungefär 12 gånger solens massa och nästan sex gånger solens radie. Dess effektiva temperatur på 18 800 K är också högre än solens, vilken är 5 778 K.